# Marcello Andrei
Marcello Andrei (* 1922 in Rom) ist ein italienischer Filmregisseur und Drehbuchautor.

## Leben
Andrei arbeitete zu Beginn der 1950er Jahre bei zwei Filmen als Regieassistent und veröffentlichte 1956 den in Indonesien gedrehten Dokumentarfilm Barong, der auf großes Interesse stieß. Dem folgten in zunächst großen zeitlichen Abständen einige Spielfilme, die allerdings nur mäßige Kritiken bekamen. 1988 drehte er erneut einen dokumentarischen Streifen, seinen bislang letzten Film Aurora Express. Andrei ist einer der Initiatoren des Dokumentarfilmfestivals Festival dei Popoli.

## Filmografie
- 1957: Archipelago di fuoco
- 1963: Heirat auf sizilianisch (La smania addosso)
- 1973: Verginità
- 1974: Psycho Maniacs (Un fiocco nero per Deborah)
- 1975: Die wilde Meute (Il tempo degli assassini)
- 1976: Die Sünden der ganz jungen Mädchen (Scandalo in famiglia)
- 1977: El Macho